# Zeppelin (léghajó)

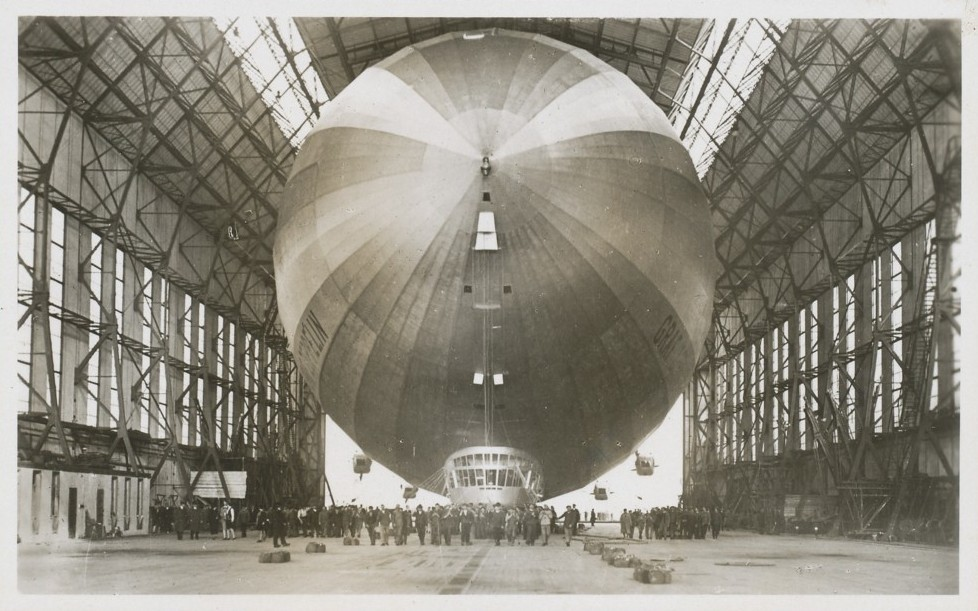
Zeppelin léghajó hangárban

A Zeppelin egy merev vázas, irányítható léghajótípus, amelyet tervezőjéről és gyártójáról, a német Gróf Ferdinand von Zeppelinről neveztek el. Az első Zeppelin-léghajók a 20. század elején épültek, felhasználva az első irányítható léghajó konstrukcióját, amelyet Schwarz Dávid úttörőmunkája hozott létre. Zeppelin konstrukciójának átütő sikere révén a zeppelin az egész világon az irányítható, merev szerkezetű léghajó neve lett.
A zeppelineket utasszállításra és katonai célokra egyaránt használták. A DELAG (Deutsche Luftschiffahrts-Aktiengesellschaft) volt az első vállalkozás a világon, amely kereskedelmi repülőjáratokat üzemeltetett még az első világháború előtt. A háború kitörése után a német hadsereg széleskörűen használta a zeppelineket bombázóként és felderítőként.
A német vereség átmenetileg megállította a léghajóüzletet, de Zeppelin gróf halála után, az 1920-as években utódja, Hugo Eckener vezetésével a polgári célokra épült zeppelinek reneszánszukat élték. A csúcspont az 1930-as években volt, amikor a Graf Zeppelin és a Hindenburg rendszeresen repült Németország és Észak-Amerika, valamint Dél-Amerika között.
1937. május 6-án a hidrogénnel töltött Hindenburg (LZ 129) léghajót – miután 72 utassal a fedélzetén átrepülte az óceánt – New Jersey-ben katasztrófa érte: kigyulladt és elégett. A Zeppelin-léghajók használata ezt követően hosszú időre megszűnt.

## Jellemzőik

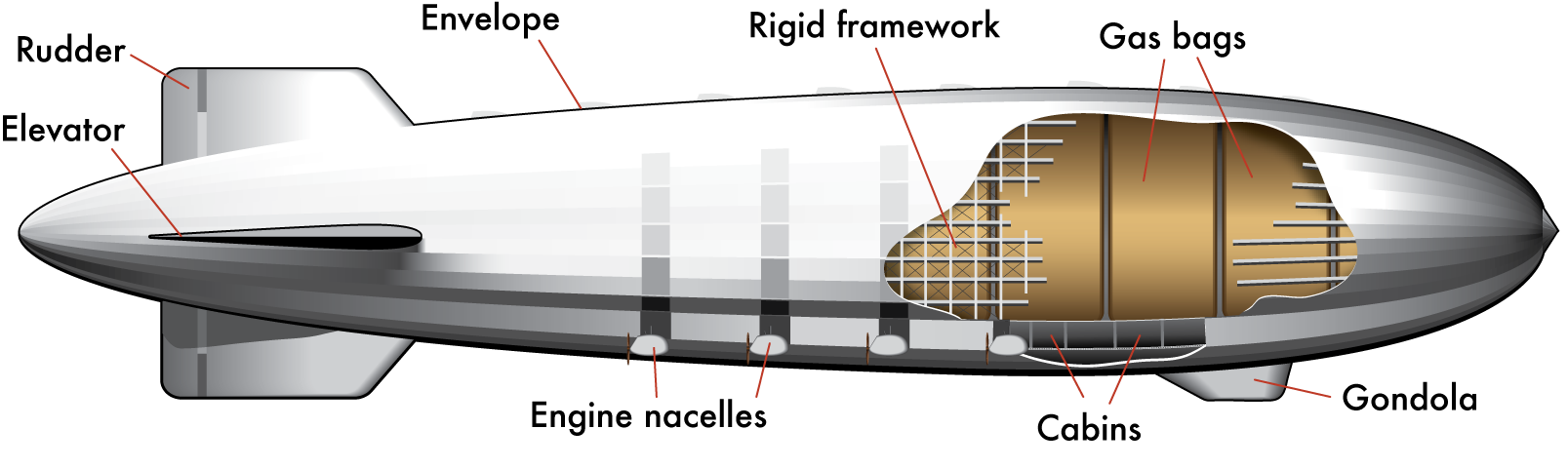
Egy Zeppelin felépítése

Zeppelin konstrukciójának legfontosabb jellemzője a hosszanti tartókból és gyűrűkből kialakított merev fémváz. Ennek a felépítésnek az az előnye, hogy sokkal nagyobb teher felemelésére és sokkal több és erősebb motor beépítésére alkalmas, mint a nem merev építésű léghajók, amelyeket az egyetlen ballonban uralkodó kismértékű belső túlnyomás feszít ki a kívánt alakra.
Az első zeppelinek hosszú henger alakúak voltak, kúpos végződéssel és vezérsíkokkal. Az első világháború alatt a konkurens Schütte-Lanz Luftschiffbau vállalat fejlesztéseinek eredményeképpen a zeppelinek alakja a jól ismert cseppformát vette fel, és azóta kereszt alakú vezérsíkot alkalmaznak majdnem minden léghajón. Ezen a külső héjon belül több elkülönített, a levegőnél könnyebb gázzal (hidrogénnel, héliummal) töltött ballon, vagy „cella” helyezkedett el. A nem merev léghajók csak egyetlen ballonnal rendelkeznek. A hajtást több, a vázhoz kívülről mereven hozzáerősített belsőégésű motor látta el. Az irányítást a motorok teljesítményének egymástól független vezérlésével, illetve reverzálásával (ellenkező irányba hajtásával), illetve a függőleges és oldalkormányokkal hajtották végre.
Viszonylag kis méretű fülkéket építettek az utasok és a személyzet részére a váz hátsó részében, de a nagy zeppelinekben nem ez volt az egyedüli, emberi tartózkodásra szánt rész, gyakran szállítottak embereket vagy terhet a légellenállás csökkentése céljából vázon belül.

## Története

### Az első generáció

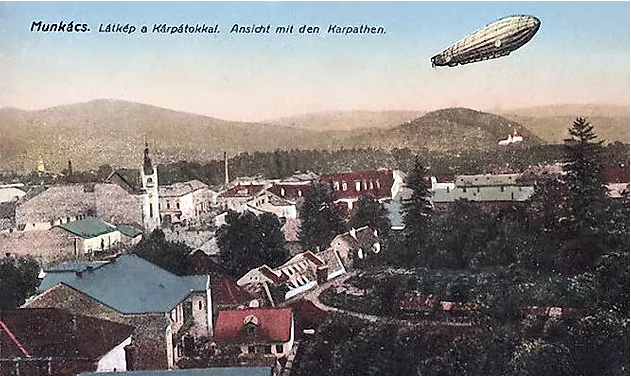
Zeppelin Munkács felett

Ferdinand von Zeppelin gróf az 1870–71-es porosz–francia háborúban szemtanúja volt annak, hogy a franciák postai küldeményeket szállítottak léggömbökkel. Az amerikai polgárháborúban is alkalmaztak léggömböket, miután Zeppelin gróf megismerkedett ezekkel a háborús tapasztalatokkal, és korán (52 évesen) nyugalomba vonult a katonaságtól, komolyan kezdett foglalkozni az irányítható léghajó gondolatával. Többféle megoldáson dolgozott egyidejűleg, a repülőgép jövőbeli fontosságát is tekintetbe vette. A Zeppelinéhez hasonló léghajók elődjét a magyar Schwarz Dávid fakereskedő és autodidakta mérnök konstruálta meg, aki léghajójának két próbarepülése után váratlanul meghalt, ezután Zeppelin megvásárolta Schwarz özvegyétől férje léghajójának szabadalmát, és ennek koncepciójából sokat átvett, emiatt Schwarz nevét később szinte teljesen elfeledte a repüléstörténet.
1895. augusztus 31-én Zeppelin szabadalmat kapott, amely már a végleges konstrukció legtöbb elemét tartalmazta. Az egyik szokatlan, korábban nem ismert elv az volt, hogy több független ballont tervezett összekapcsolni mintegy vonatként. A szabadalom megnevezése Lenkbarer Luftfahrzug (vagyis: „kormányozható, levegőben közlekedő jármű”).
Az a szakértői bizottság, melyhez benyújtotta a terveket, kevés érdeklődést mutatott iránta, így a gróf kénytelen volt saját forrásai felhasználásával megvalósítani elképzelését. 1898-ban megalapította a Gesellschaft zur Förderung der Luftschiffahrt (Társaság A Léghajózás Elősegítésére), saját 800 000 márka megtakarított tőkéje több mint felének felhasználásával. Műszaki vezetőnek Theodor Kobert, majd később Ludwig Dürrt választotta.
Az első zeppelin (LZ 1) építése 1899-ben kezdődött Friedrichshafen mellett a Boden-tó Manzell-öblében felállított úszó hangárban.
Ezt a helyszínt azért választották, hogy a felszállás bonyolult műveletét könnyebbé tegyék, ugyanis az úszó hangárt könnyen lehetett szélirányba forgatni. A 128 m hosszú LZ 1 jelzésű prototípus léghajót két 10,6 kW (14,2 lóerő) teljesítményű Daimler motor hajtotta, melyek a léghajó alatt, egymás mögött helyezkedtek el. A kormányzáshoz felhasználtak egy ellensúlyt, melynek helyzete a két motor-gondola között állítható volt. Az LZ a típusjelben a Luftschiff Zeppelin = Zeppelin léghajó rövidítése.

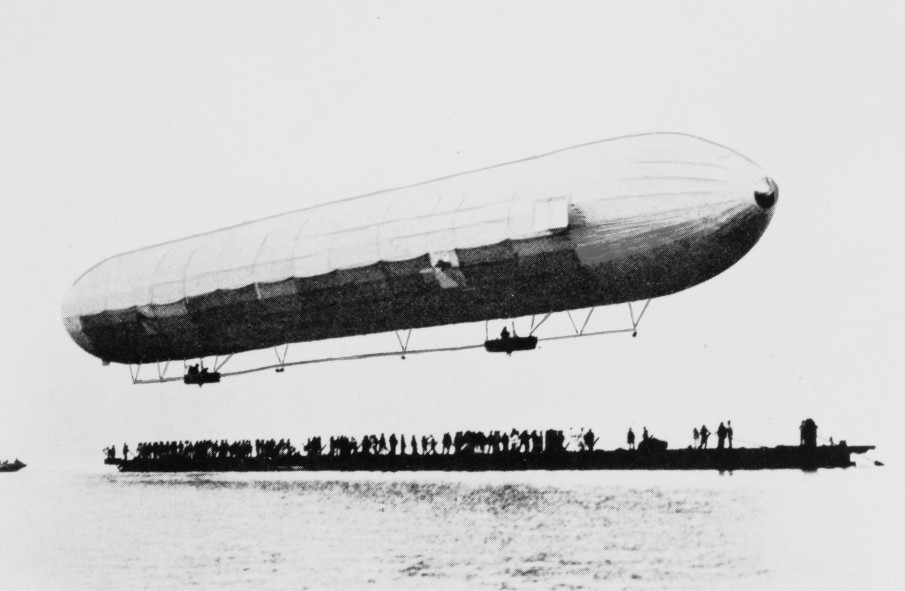
Az LZ1 léghajó első felbocsátása a Boden-tó felett 1900. július 2-án

Az első zeppelint a Boden-tóról 1900. július 2-án bocsátották fel. Ez a repülés mindössze 18 percig tartott, mivel az ellensúlyt mozgató mechanizmus eltörött. A javítás utáni próbarepülések igazolták a koncepció helyességét, (a második és harmadik repülés 1900 októberében zajlott le) és a francia La France léghajó 6 m/s-os sebességi rekordját +3 m/s-mal megdöntötték. Ezek az eredmények azonban nem nagyon győzték meg a további lehetséges feltalálókat. Mivel kimerültek a gróf pénzügyi tartalékai, arra kényszerült, hogy szétszereltesse a prototípust és eladja fémhulladéknak, majd 1901-ben felszámolta vállalkozását.
Nagymértékben a repülés szerelmesei támogatásának köszönhető, hogy Zeppelin vállalkozása második (majd harmadik) lehetőséget kapott, és sikerült végül megnyugtatóan biztonságos és gazdaságos megoldásokat kifejleszteni.
A segítség adományokból, egy külön erre a célra szervezett lottó jövedelméből, több alapítvány pénzéből, egy Zeppelin gróf felesége tulajdonában lévő ingatlanra felvett jelzálog kölcsönből, valamint magának Zeppelinnek 100 000 márkás hozzájárulásából állt össze. Ebből a tőkéből sikerült megépíteni az LZ 2-t, mely először és utoljára 1906. január 17-én szállt fel. Miután mindkét motor meghibásodott, kényszerleszállást hajtott végre az Sommersriedben, ahol a lehorgonyzott léghajó javíthatatlanul megsérült egy viharban. Az LZ 3-ba beépítették az LZ 2 felhasználható alkatrészeit, és ez lett az első valóban sikeres zeppelin, mely 1908-ig 45 légiút alatt összesen 4398 km-t repült. Ettől kezdve a német hadsereg is érdeklődni kezdett az új eszköz iránt, megvásárolta az LZ 3 léghajót és átnevezte Z I-nek. Ez a példány iskolaléghajóként szolgált 1913-ig, amikor is elavulás miatt leszerelték.

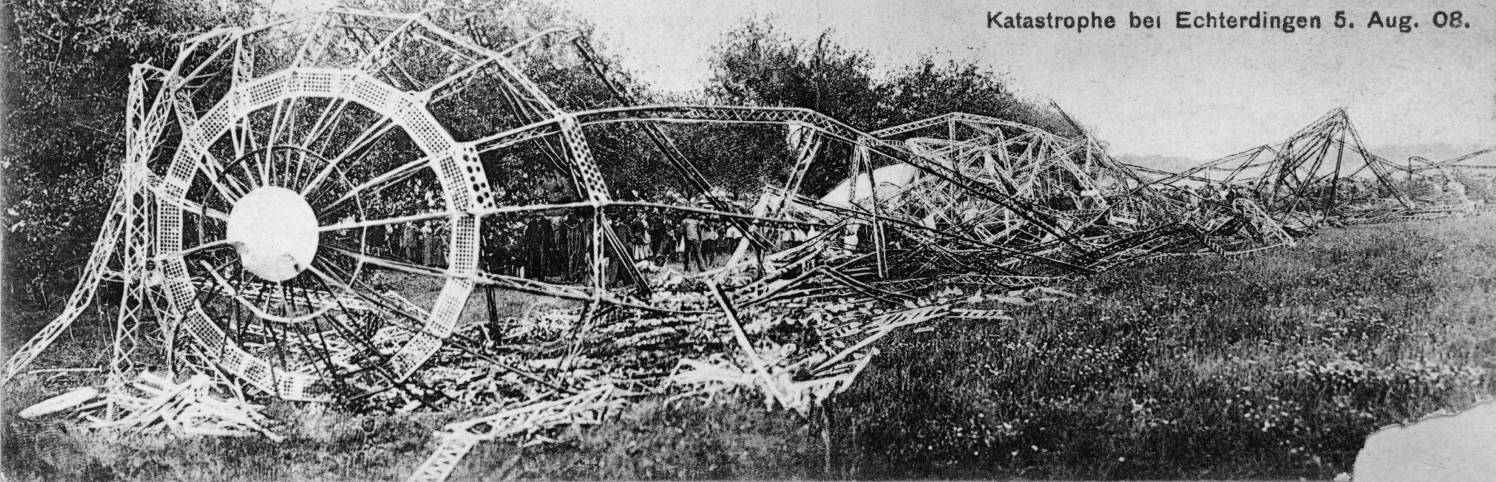
Az LZ 4 roncsai. Az LZ 4 akkor semmisült meg, amikor egy vihar leszakította horgonyáról, nekidobta egy fának és ott kigyulladt

A hadsereg az LZ 4-et is meg kívánta vásárolni, de előtte ragaszkodott egy 24 órás próbarepüléshez. Mialatt ezt a követelményt teljesítették, Stuttgart mellett Echterdingenben átmenetileg leszálltak. 1908. augusztus 5-én délután, a rövid pihenő alatt egy vihar eltépte a horgonyt. A léghajó nekiütközött egy fának, kigyulladt és gyorsan porrá égett. Senki nem sérült meg komolyan, bár a szerelők, akik a motort javították, csak merész ugrással menekültek meg. Ez a szerencsétlenség bizonyára a Zeppelin program végét jelentette volna, ha csak nem indul meg egy tömeges spontán adományozási hullám, melynek eredményeképp 6 096 555 márka impozáns összeg gyűlt össze. Ez lehetőséget adott Zeppelin grófnak, hogy megalapítsa a Luftschiffbau Zeppelin GmbH-t (Zeppelin Léghajóépítő Kft.)

### Az I. világháború előtt

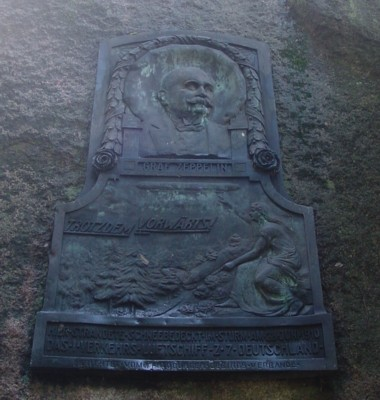
Az LZ7 katasztrófájára emlékeztető tábla Bad Iburg közelében

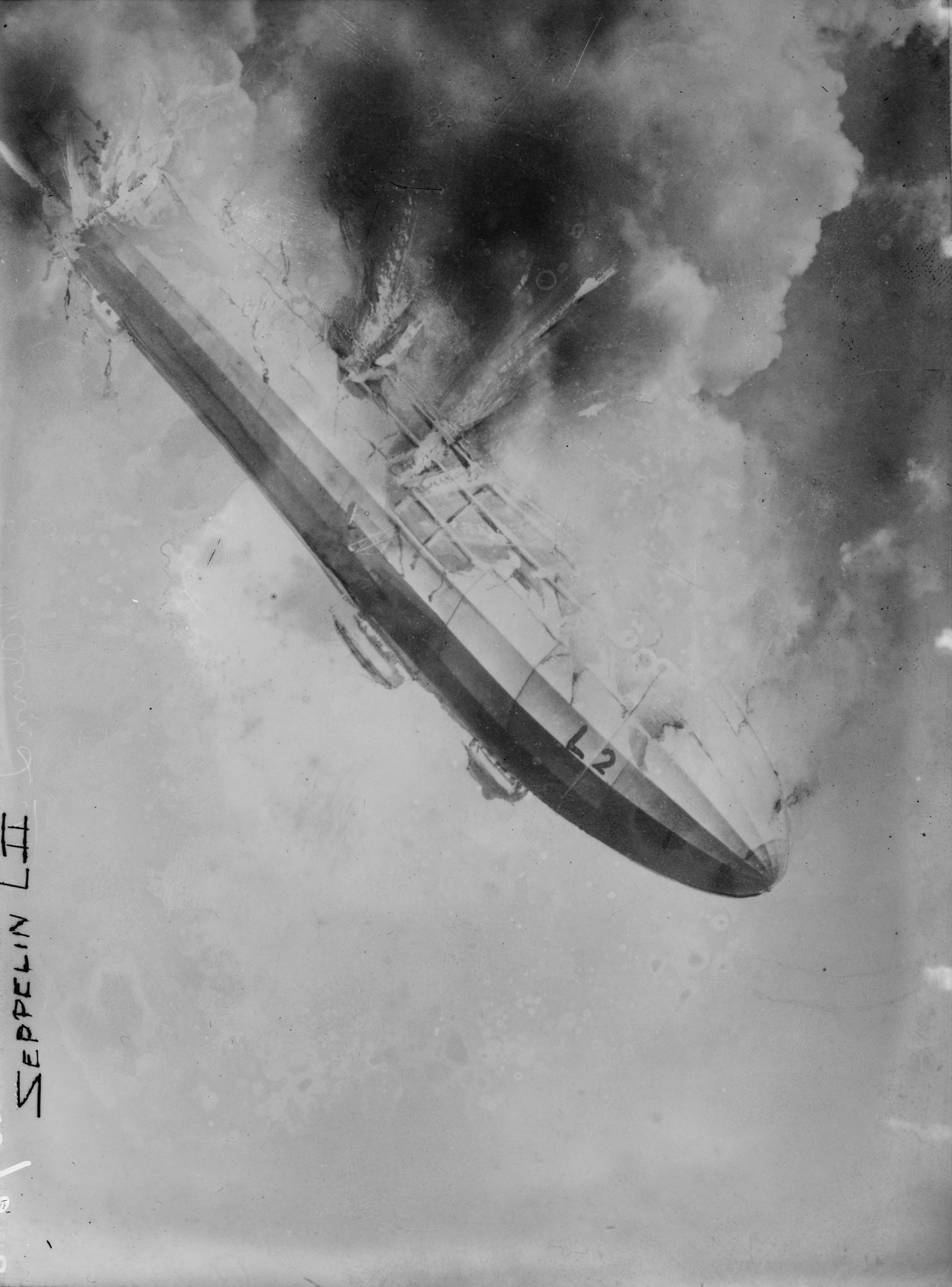
A Zeppelin tervezte L2 léghajó 1913. október 17-ei katasztrófája

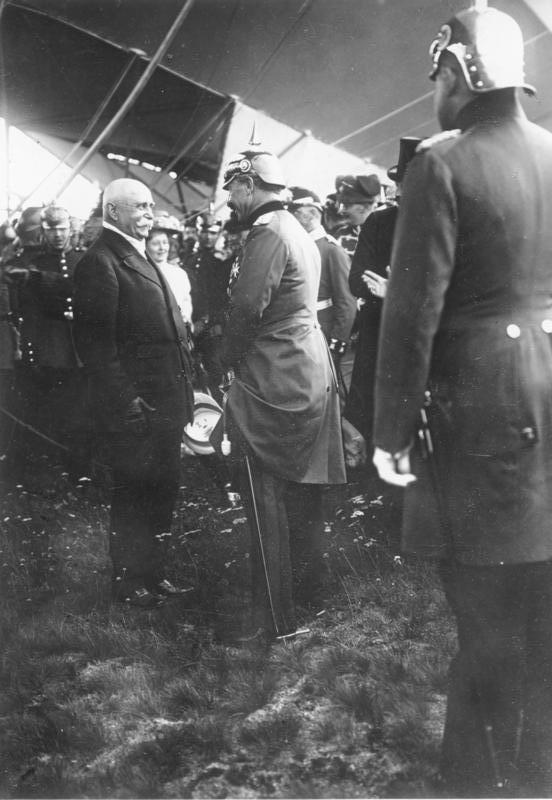
Ferdinand von Zeppelin és II. Vilmos német császár (1907)

Az I. világháború előtt összesen 21 zeppelin készült el (az LZ5-től az LZ 25-ig). Az 1909-ben befejezett LZ6 lett az első, polgári légiforgalomban használt jármű. A világ első légiközlekedési vállalata, az újonnan alapított DELAG hét LZ6-ot vásárolt 1914-ig. A léghajók a tengeri hajókhoz hasonlóan külön nevet is kaptak a gyártási számukon kívül, például az LZ8 Deutschland II (1911), az LZ11 Viktoria Luise (1912), az LZ17 Sachsen (1913) lett. A megépült léghajókból hét balesetekben megsemmisült, leginkább akkor, amikor hangáraikba vitték be őket. Sebesülések nem voltak. Egyikük az LZ7 Deutschland volt, amely 1910. június 19-én kezdte meg első útját. Június 28-án a zeppelineket népszerűsítő kéjutazásra indult. A fedélzeten többek közt 19 újságíró is tartózkodott. Az LZ7 a rossz időben Alsó-Szászországban, a Bad Iburg melletti Limberg hegynek ütközött, de senki nem sérült meg. Összesítve a DELAG léghajók mintegy 200 000 km-t tettek meg és 40 000 utast szállítottak.
A német hadsereg és a hadiflotta 14 zeppelint vásárolt, ezeket Z I, /II/…-el, illetve L 1 /2/…-vel jelölték. A háború alatt a jelzéseket kétszer változtatták meg: a Z XII után LZ-vel folytatták, később hozzáadtak 30-at, hogy a gyártás volumenéről megtévesszék az ellenséges felderítést. Amikor a háború kitört, a katonaság átvette a három megmaradt DELAG léghajót is. Ez ideig már három másik léghajót leselejteztek (többek közt az LZ3 "Z I"-et is). Négy további léghajó baleset következtében semmisült meg, ebből kettőben halálos áldozatok is voltak, az LZ14 "L 1" haditengerészeti léghajót egy vihar süllyesztette el 14 halottal, az LZ18 "L 2" az egyik motor felrobbanása után kigyulladt és elhamvadt, megölve a teljes személyzetet.
1914-re a legmodernebb zeppelinek hossza elérte a 150–160 m-t, térfogata pedig a 22 000-25 000 m³-t, lehetővé téve kb 9 tonna teher szállítását. Jellemzően három Maybach motor hajtotta ezeket, egyenként 300–410 kW (400–550 LE) teljesítménnyel, sebességük elérte a 80 km/h-t (22 m/s).

### Az I. világháború alatt

#### Bombázók és felderítők
A zeppelineket bombázóként használták a háború alatt, azonban említésre méltó siker nélkül. A háború elején a német vezérkar vérmes reményeket fűzött a léghajókhoz, mivel abban az időben úgy tűnt, hogy előnyei nyilvánvalóak az akkori repülőgépekkel szemben – csaknem olyan gyorsak voltak, igen sok fegyvert vihettek magukkal, sokkal nagyobb mennyiségű bombával lehetett megterhelni és összehasonlíthatatlanul nagyobb volt a hatótávolságuk. A végzetes gyengéik azonban hamar megmutatkoztak, ugyanis sokkal sebezhetőbbek voltak az ellenséges tüzérséggel szemben.
Az első zeppelintámadás Belgium inváziójának második napján következett be. A Z VI-ot ágyúgolyó találta el, és Köln közelében kényszerleszállást hajtott végre. Két másik léghajót augusztusban lőttek le, ezek a franciák zsákmányai lettek. Bebizonyosodott, hogy a zeppelinek nappali támadása jól védett objektumok ellen hibás taktika volt, a vezérkar emiatt minden bizalmát elvesztette a léghajókban, a továbbiakban átengedte az összes zeppelint a haditengerészetnek.
Az Északi-tenger és a Balti-tenger felett főleg felderítésre használták a léghajókat, ahol többször elvezették a flottát az ellenséges hajókhoz. A háború egész ideje alatt mintegy 1200 felderítő repülést végeztek. A tengerészeti légierő több stratégiai légitámadást is intézett az Egyesült Királyság ellen, ez egyrészt a bombázási technika fejlődését ösztönözte, másrészt az angolokat arra szorította, hogy megszervezzék légelhárításukat. Az első légitámadást a császár hagyta jóvá 1915 januárjában. Az éjszakai rajtaütést csak katonai célpontok ellen tervezték, de miután az elsötétítés általánossá vált, sok bomba célozatlanul hullott Kelet-Angliára.
Az első támadást 1915. január 19-én hajtották végre, ez volt a történelem első légibombázása polgári személyek ellen, melynek során két zeppelin huszonöt, egyenként 50 kg-os bombát és számos 3 kg-os, teljesen hatástalannak bizonyult gyújtóbombát dobott le Great Yarmouthra, Sheringhamre, King's Lynnre és a környező falvakra. Összesen négy ember halt meg, az anyagi károkat 7740 fontra becsülték, de a közvélemény szerint az emberáldozatok és az anyagi károk teljességgel összehasonlíthatatlanok. Ezután további tizenkilenc támadás következett, melynek során 37 tonna bombát dobtak le, összesen 181 ember halt meg, és 455 megsebesült. A brit védelem először a Királyi Haditengerészet és a brit hadsereg között oszlott meg, 1916-ban azután a hadsereg vette át a teljes légvédelmet, és egy sor 4 col (102 mm) kaliberű ágyút alakított át repülőgépek elleni használatra. Fényszórókat szereztek be, melyeket először a rendőrség kezelt, de tapasztalatlanságuk következtében a léghajók helyett időnként tévedésből felhőket világítottak meg.

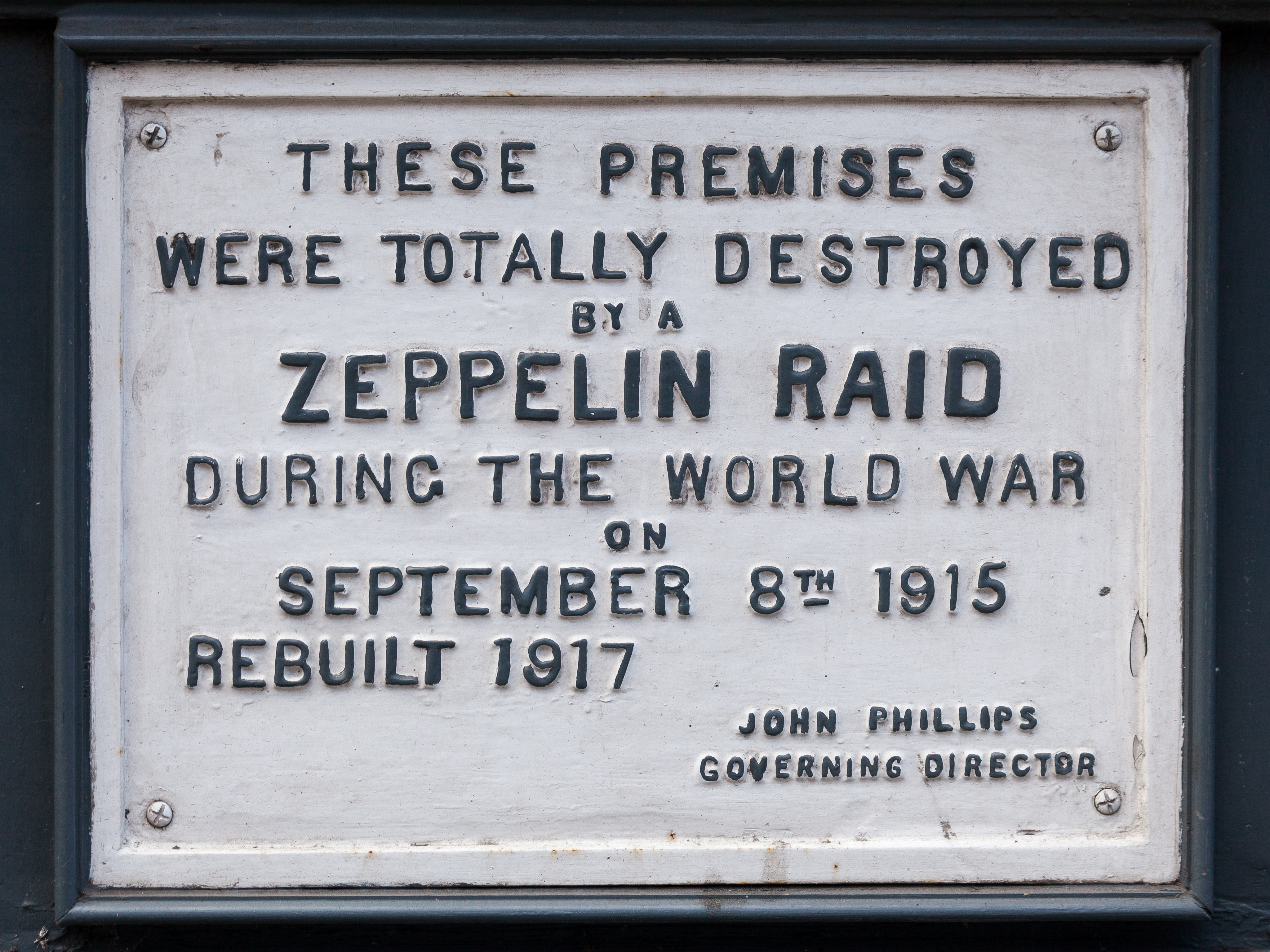
Emléktábla egy I. világháborús zeppelintámadásról (London, Farringdon Road 61)

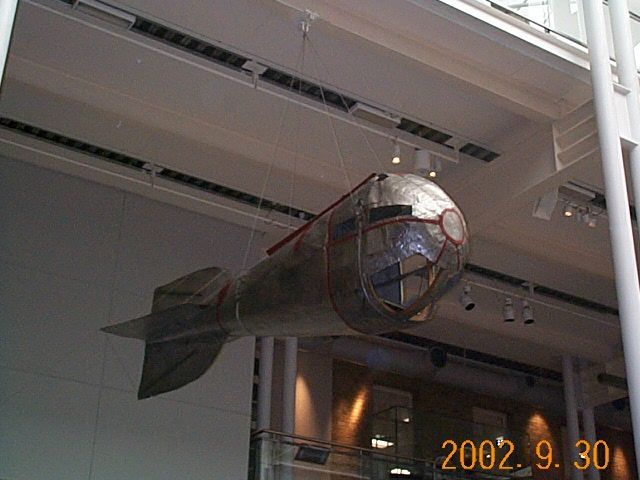
Zeppelinről leeresztett megfigyelő gondolája a londoni Imperial War Museumban

A zeppelinek elleni légvédelem eleinte igen hézagos volt, mivel az első vadászgépek nem voltak hatásos fegyverekkel felszerelve, az egyetlen lehetőségük az volt, hogy bombákat dobtak le a léghajókra. Reginald Warneford Morane-Saulnier L repülőgépével volt az első pilóta, aki leszedett egy zeppelint 1915. június 7-én. Hat 9 kg-os bombát dobott a zeppelinre Gent felett, haditettéért Victoria-keresztet kapott.
A légitámadások 1916-ban is folytatódtak. Egy májusi bombatámadás után, mely tévedésből Londont érte, a császár engedélyt adott a városközpontok elleni támadásokra. 1916-ban 23 léghajótámadást intéztek Nagy-Britannia ellen, melyek során 125 t robbanóanyagot dobtak le, a halálos áldozatok száma 193, a sebesülteké 691 volt. A légvédelem szorosabbá vált, és új zeppelineket is bevetettek, ezek a régebbi típusok 1800 m-es szolgálati magasságához képest 3750 m magasan repültek. A reflektorok fényének elkerülése érdekében amikor csak lehetőség volt rá, a felhők felett támadtak, és kötélen egy megfigyelőt bocsátottak le a bombázás irányításához. Ezt a biztonságnövelő taktikát részben ellensúlyozta a léghajó személyzetének szorongása az egyre javuló légvédelem miatt. Az angolok 1916 közepe táján bevezették a vadászgépeken a légcsavarkörön át tüzelő szinkronizált géppuska használatát, ezekkel már a zeppelinek is támadhatók voltak.
A léghajó rendelkezett még úgynevezett lövészteknőkkel, melyek a gép tetején és alján foglaltak helyet. Ezekben 7,92 mm-es Parabellum géppuskával felszerelt katonák kaptak helyet. Fő feladatuk az ellenséges vadászrepülőgépek megsemmisítése volt.

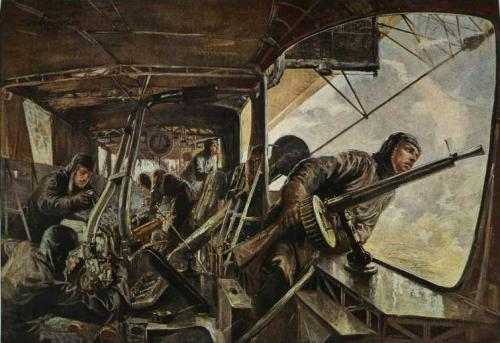
Zeppelin-lövész Parabellum géppuskával, 1917

Egy zeppelin léghajót lelőni nagyon nehéz és fáradalmas, hosszú munka volt. Egy támadás során légvédelmi ágyúk és földi géppuskák több száz, több ezer lövedéket lőttek rá. Ezzel egy időben tíz-húsz vadászgép támadt rá, akik gépfegyvereikkel főként a zeppelinek lövészeit zavarták. A támadás fő eleme sokszor az volt, hogy pár repülőgép a léghajó fölé repült, és onnan gránátokat, kisebb bombákat hajigált rá, melyek robbanása kárt tehetett az üzemanyag tartályokban.
Az első éjszakai légi győzelmet 1916. szeptember 2-án aratta William Leefe Robinson hadnagy, amikor a Londont támadó 16 léghajóból az egyiket gyújtólövedékekkel lelőtte. (A léghajó nem zeppelin, hanem egy favázas Schütte-Lanz SL 11 volt.) Haditettéért szintén Victoria-keresztet kapott. 1916. szeptember 24-e kora reggel egy vadászrepülőgép és légelhárító tüzérség okozta az L 33 (Kapitänleutnant Bocker) lezuhanását Little Wigboroughnál az essexi Colchester közelében, amikor első támadását hajtotta végre. A roncs gondos vizsgálata lehetővé tette a briteknek, hogy felfedezzék, hol vannak saját léghajó-konstrukciójuk hibái. Egy 250 LE-s motort sikerült is megmenteni a roncsból, amit beépítettek egy Vickers gyártmányú No. 9r léghajóba, melynek motorteljesítménye korábban nem volt elegendő.
A hatékony vadászgépek megjelenése jelentette a zeppelin-veszély végét. Új zeppelineket vetettek be, melyek 5500 m magasan repültek, de az ebben a magasságban tapasztalt hideg és a változó irányú szelek zavarták repüléseiket. 1917-ben és 1918-ban csak tizenegy zeppelin-támadást hajtottak végre Anglia ellen, az utolsónál életét vesztette Peter Strasser korvettkapitány, a német haditengerészeti léghajózás parancsnoka is.
A háború alatt összesen nyolcvannyolc zeppelin épült. Több mint hatvan megsemmisült, durván ugyanannyi veszteségük eredt balesetekből, mint az ellenség tevékenységéből. Ötvenegy támadást hajtottak végre, melynek során 5806 bombát dobtak le, megölve 557 embert és megsebesítve 1358-at.
Összegezve: a léghajók bevetéseit az okozott anyagi kárnál sokkal hatékonyabbnak ítélik, mivel megzavarták a haditermelést és tizenkét vadászszázadot, valamint 10 000 embert kötöttek le a légvédelem céljaira.

#### Technikai fejlődés
A háború a zeppelineknél alkalmazott technikát is jelentősen előrevitte a katonaság egyre emelkedő igényeinek következtében. A háború vége felé a Zeppelin gyár, mely több telephelyet létesített Németország szerte, néhányat a frontokhoz jóval közelebb, mint Friedrichshafen, képessé vált 200 m hosszú, vagy még ennél is hosszabb léghajókat építeni, 56 000-69 000 m³ térfogattal. Hasznos terhelésük 40-50 tonna lett, és 100–130 km/h sebességre lettek alkalmasak, meghajtásul öt-hat, egyenként 195 kW-os (260 LE) Maybach motort használtak.
Az ellenséges repülőgépekkel és a fényszórókkal való találkozás elkerülése céljából a zeppelinek egyre magasabbra (akár 7600 m-ig) tudtak emelkedni, és egyre nagyobb lett hatótávolságuk is. Például a bulgáriai Jambol bázisú LZ104 "L 59" 1917 novemberében parancsot kapott, hogy erősítésként csapatokat szállítson Német Kelet-Afrikába (ma Tanzánia). A léghajó az erősítéssel későn érkezett, jelentést kapott, hogy a német csapatok vereséget szenvedtek az angoloktól, így vissza kellett fordulnia. Összesen 6757 km-t tett meg 95 óra alatt, és ezzel megdöntötte a távrepülés akkori rekordját.
Ehhez a technikai fejlődéshez jelentős mértékben Zeppelin egyetlen komoly versenytársa, a mannheimi Schütte–Lanz léghajógyár is hozzájárult, noha ezt a szerepét sokszor alábecsülik. Bár az ő léghajóik soha nem váltak ismertebbekké, Schütte professzor sokkal tudományosabb hozzáállása a léghajótervezéshez több fontos újítást eredményezett, melyeket később a Zeppelin társaság is átvett.
Ilyen volt például az áramvonalas cseppforma, az egyszerű, mégis jól működő kereszt alakú farokszerkezet (mely a sokkal bonyolultabb doboz-szerkezetű vezérsíkokat váltotta fel), az egyedi közvetlen hajtású motor gondolája, a vadászgépek ellen használt géppuska-állások és a gázszellőztető tengelyek, melyek biztonság céljából eltávolították a többlet hidrogént.

#### A háború vége
A német vereség egyúttal a német katonai kormányozható léghajók végét is jelentette, mivel a szövetségesek a német légierő teljes leszerelését követelték és a megmaradt léghajókat hadi jóvátételként elvették. A versailles-i békeszerződés szó szerint az alábbiakat tartalmazza a léghajókról:
198. cikkelyNémetország fegyveres erői nem rendelkezhetnek semmiféle katonai vagy haditengerészeti légierővel. […] Nem kaphatnak egyetlen kormányozható léghajót sem.
202. cikkelyJelen szerződés életbelépésekor az összes katonai és haditengerészeti anyagot át kell adni a Szövetséges és Egyesült Hatalmaknak. […] Különösen az alábbi felsorolás szerinti anyagokat, melyek vagy katonai használatban voltak vagy katonai használatra szánták:
[…]
- Repülőképes, gyártás, javítás vagy összeszerelés alatt álló kormányozható léghajók.
- Hidrogén előállítására alkalmas telepek.
- Kormányozható léghajók és bármilyen más repülőgép hangárjai.

Átadásukat megelőzően a kormányozható léghajókat Németország költségére fel kell tölteni hidrogénnel, a hidrogén előállítására szolgáló telepek és a léghajók hangárai a fent említett Hatalmak ellenőrzése alatt Németország kezelésében maradnak addig az időpontig, amíg a léghajókat át nem adják. […]
1919. június 23-án, egy héttel azelőtt, hogy az egyezményt aláírták, több katonai zeppelint megsemmisített a személyzete a hangárjában, hogy elkerüljék a átadásukat a szövetségeseknek. Ezzel követték a német flotta példáját, mely elsüllyesztette a hajókat két nappal azelőtt, hogy Scapa Flow-ba értek volna. A megmaradt kormányozható léghajókat 1920-ban átadták Franciaországnak, Olaszországnak, Nagy-Britanniának és Belgiumnak.

### Az I. világháború után

#### Első lépések a feltámadás felé
Zeppelin gróf 1917-ben, a háború vége előtt meghalt. Dr. Hugo Eckener kapott megbízást a zeppelin üzlet folytatására, aki sokkal korábban megjósolta, hogy a kormányozható léghajók hasznosabbak lesznek békében, mint a háborúban. A versailles-i egyezmény kiütötte versenytársukat, a Schütte-Lanz céget, amely a katonai léghajók specialistája volt.
A Zeppelin társaság és a DELAG szerette volna újraindítani a polgári repülést, amilyen gyorsan csak lehet. Minden nehézség ellenére megépítettek két kis zeppelint: az LZ120 Bodensee-t, mely először 1919 augusztusában repült, és a következő két évben mintegy 4000 utast szállított; és az LZ121 Nordstern-t, melyet stockholmi rendszeres járatra szántak.
A szövetséges hatalmak 1921-ben követelték, hogy ezt a két zeppelint is jóvátételként adják át kompenzációként azokért a léghajókért, melyeket még 1919-ben megsemmisített a személyzetük. További zeppelinek nem épültek, részint az antant tilalma miatt. Így egy ideig leállt a zeppelin léghajózás.
Eckener és munkatársai azonban nem adták fel, és keresni kezdtek beruházókat és annak útját, hogy kikerülhessék a szövetséges korlátozásokat. Végre 1924-ben megszületett a lehetőségük. Az Amerikai Egyesült Államok kísérletezni kezdett merev léghajókkal, és megépítették az első példányukat, a ZR-1 USS Shenandoah-t és egy továbbit rendeltek Nagy-Britanniától, amikor az angol R38 (ZR-2)-t törölték. A Zeppelin L70-en alapult R38 azonban széttört és felrobbant első próbarepülésén 1921-ben. A teljes 44 fős személyzet életét veszítette.
Ilyen előzmények után Eckener igyekezett rendelést szerezni a következő amerikai kormányozható léghajóra. Természetesen Németországnak kellett a költségeket állnia, mivel ezt is hozzászámították a háborús jóvátételhez, de a Zeppelin műveknek ez mellékes volt. Így Dr. Dürr főmérnök megtervezte az LZ126-ot és felhasználva az évek alatt összegyűlt összes tapasztalatot, elkészítették az addig legtökéletesebb zeppelint, mely első repülését 1924. augusztus 27-én hajtotta végre.

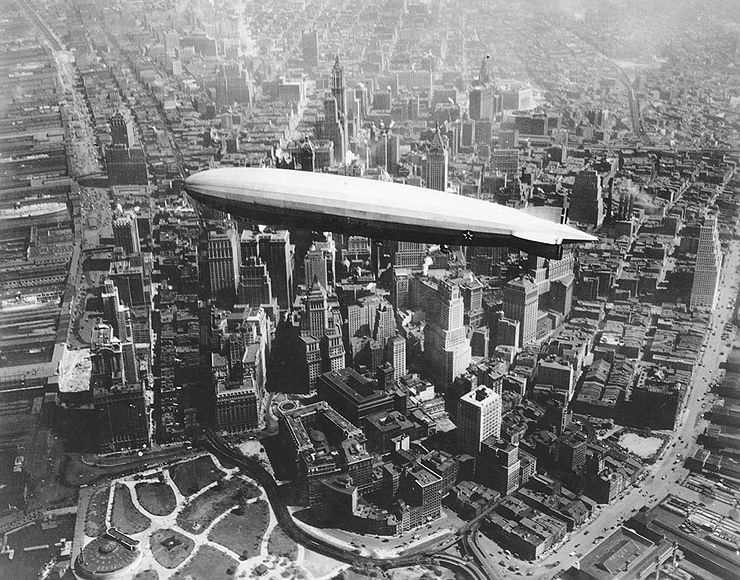
Az ZR-3 "USS Los Angeles" Manhattan déli része felett

Egyetlen biztosítótársaság sem volt hajlandó a Lakehurstre való utazás biztosítására, mely természetesen magába foglalta volna az Atlanti-óceán feletti repülést is. Eckener azonban annyira bízott a léghajóban, hogy kész volt a cég teljes tőkéjét kockára tenni, és október 12-én, helyi idő szerint 7 óra 30 perckor parancsnoksága alatt elindult a léghajó az Egyesült Államokba. Nem csalatkozott hitében: a léghajó a 8050 km-es utat 81 óra 2 perc alatt tette meg minden probléma nélkül. Amerikában hatalmas tömeg ünnepelte lelkesen az érkezést, és Calvin Coolidge elnök Eckenert és a személyzetet meghívta a Fehér Házba, ahol a zeppelint „a béke angyalának” nevezte.
A új ZR-3 USS Los Angeles jelöléssel ellátott léghajó (a korábbi LZ 126) lett az Egyesült Államok legsikeresebb léghajója. Biztonságosan üzemelt nyolc éven át, egészen 1932-ig, amikor gazdasági okokból kivonták a forgalomból, majd 1940 augusztusában szétszerelték.

#### Aranykor

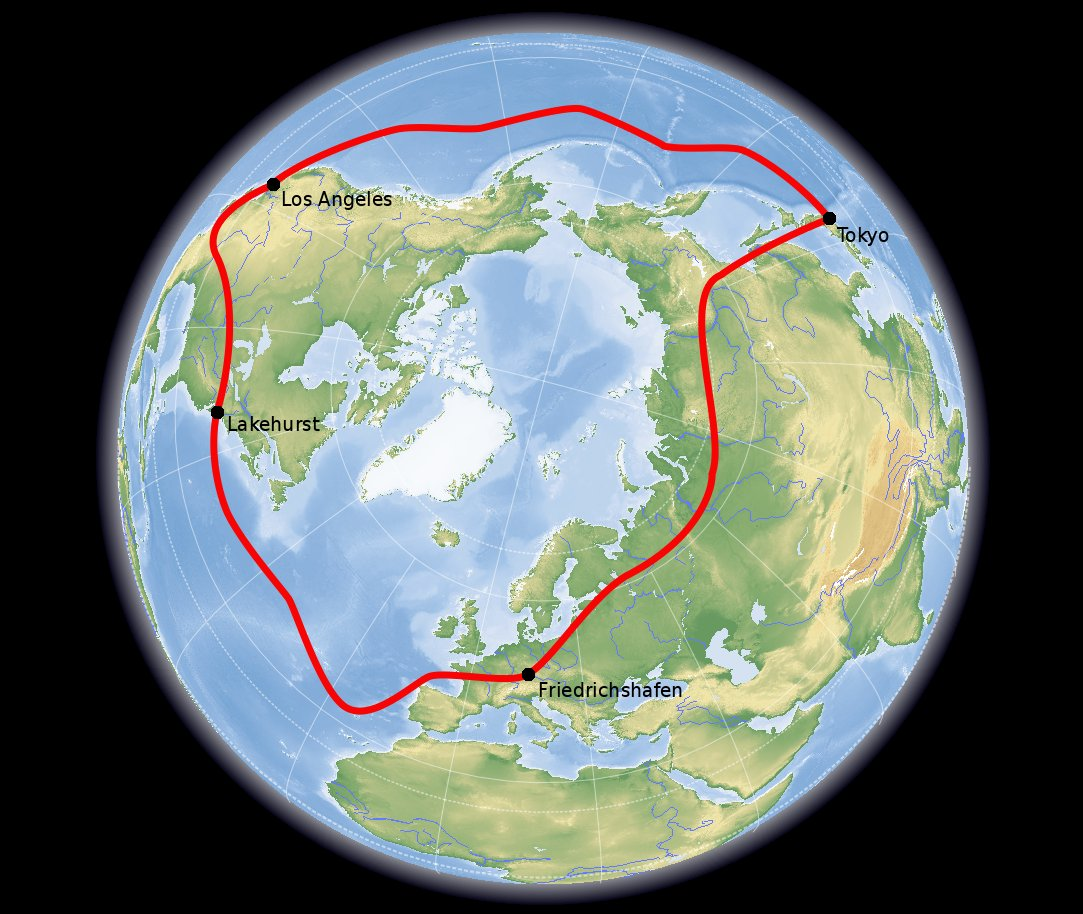
Az 1929-es föld körüli utazás útvonala

Az LZ126 leszállításával a Zeppelin társaság visszaszerezte vezetését a merev léghajók építésében, de ez még nem jelentette azt, hogy gazdasági téren is talpra állt. A következő terv végrehajtásához szükséges pénzalapok megszerzése roppant nehéznek bizonyult a háború utáni Németországban és két év kemény munkájába telt Eckenernek, hogy biztosítsa a pénzügyi hátteret az LZ127 számára.
Két további év múltán, 1928. szeptember 8-án az új, a gróf tiszteletére Graf Zeppelin-nek keresztelt kormányozható léghajó első ízben repült. A léghajó hossza 236,6 m, térfogata 105 000 m³ volt, így ő lett az addig épített legnagyobb léghajó. Eckener eredetileg kísérleti és bemutatási célokra szánta az új zeppelint, hogy előkészítse az utat a menetrend szerinti léghajózásra, de egyúttal utasok és posta szállítását is tervezte, hogy fedezze a költségeket. 1928-ban az első távolsági út során elrepült Lakehurstbe, ahol Eckenert és legénységét ismét lelkesen fogadták konfettis felvonulással New Yorkban és ismételt meghívással a Fehér Házba. Később a Graf Zeppelin Németországban túrázott, és felkereste Olaszországot, Palesztinát és Spanyolországot. Egy újabb utat Amerikába 1929 májusában megszakította egy Franciaországban bekövetkezett motormeghibásodás.
1929 augusztusában az LZ 127 újabb merész vállalkozásba kezdett: Föld körüli útra indult. A „levegő óriásának” egyre növekvő népszerűsége megkönnyítette Eckenernek szponzorok keresését. Egyikük, William Randolph Hearst, az amerikai sajtómágnás volt, aki azt kívánta, hogy a nevezetes út hivatalosan Lakehurstből induljon. Hearst megbízta Grace Marguerite Hay Drummond-Hay újságírónőt, hogy küldjön tudósításokat a léghajó fedélzetéről, így ő lett az első nő, aki körülrepülte a Földet. A Graf Zeppelin Friedrichshafen érintésével Tokióba, majd Los Angelesbe repült, végül vissza Lakehurstbe. A teljes utat 21 nap, 5 óra és 31 perc alatt tette meg. A befejező Friedrichshafen–Lakehurst és visszaúttal együtt összesen 49 618 km-t tett meg.

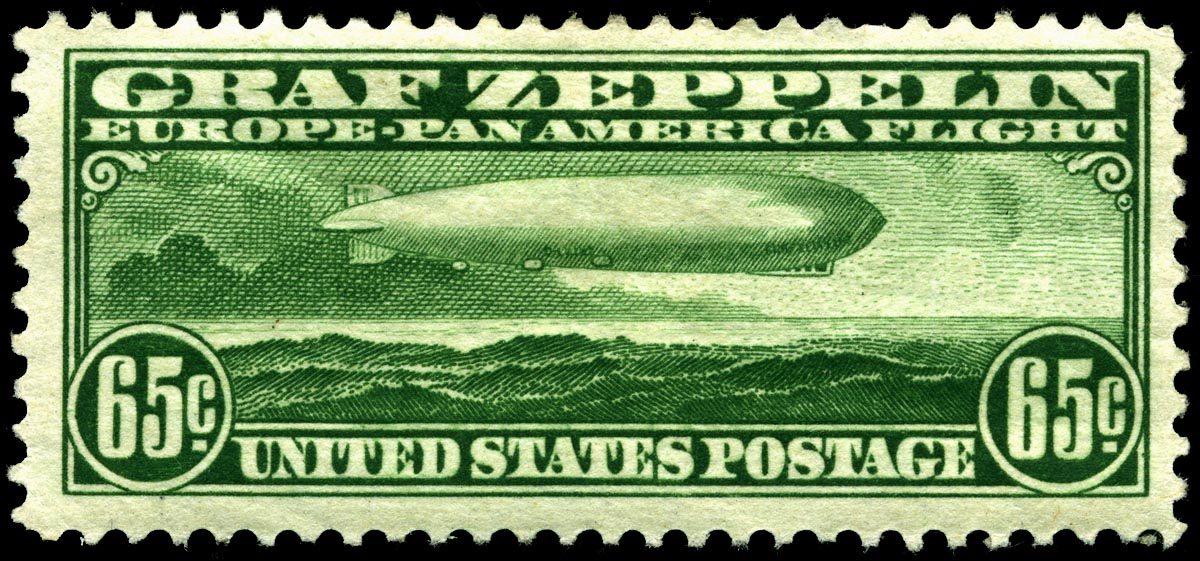
Amerikai bélyeg 1930-ból a Graf Zeppelinnel

A következő évben a Graf Zeppelin számos utat tett Európában majd 1930. májusban sikeres túrát hajtott végre Dél-Amerikában, amivel meg kívánta nyitni az első tengerentúli rendszeres légijáratot. A nagy gazdasági világválság és a merev szárnyú repülőgépek növekvő versenye ellenére az LZ127 által szállított utasok száma és a postaküldemények mennyisége állandóan nőtt 1936-ig. Emellett a léghajó egy másik figyelemreméltó küldetést is teljesített: az 1931 márciusi budapesti látogatását követően, júliusban északi-sarki kísérleti utat tett meg. Ez az út Zeppelin gróf egyik álma volt húsz évvel korábban, melyet azonban nem tudott valóra váltani a háború kitörése miatt.
Eckener ki akarta egészíteni sikeres léghajóját egy hasonló zeppelinnel, a tervezett LZ128-cal. Az angol R101 utasszállító léghajó 1930. október 5-én elszenvedett szerencsétlen balesete azonban arra kényszerítette a Zeppelin társaságot, hogy újragondolja a hidrogénnel töltött ballonok biztonságát, és az eredeti terveket felhagyták egy új koncepció kedvéért. Az LZ129 lényegesen fejlettebb technikát alkalmazott, és úgy tervezték, hogy hidrogén helyett héliummal töltik meg.

#### A bukás

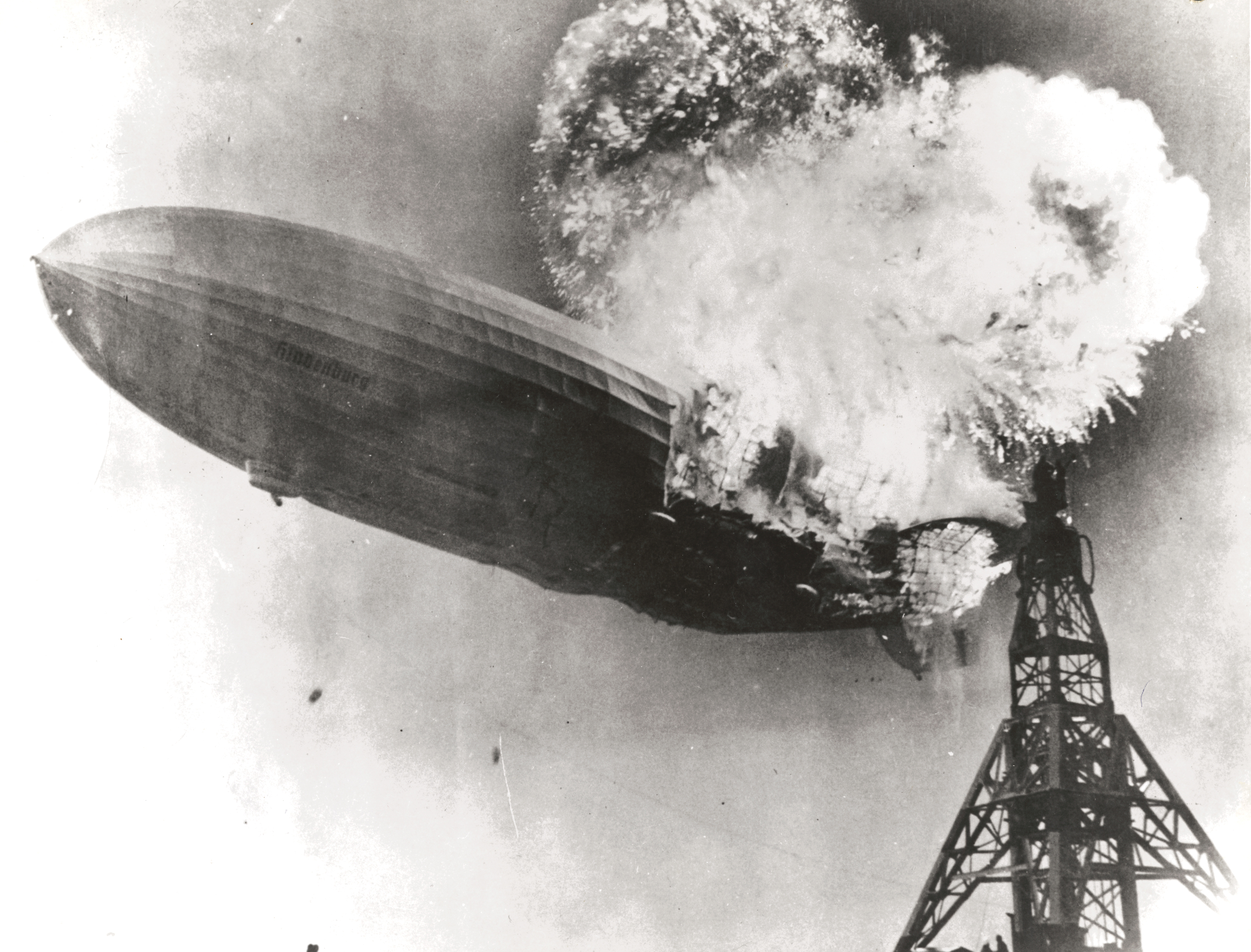
A Hindenburg katasztrófája (1937. május 6., New Jersey) Fotó: Gus Pasquarella

1933 után Németország nemzetiszocialista vezetése kezdte beárnyékolni a zeppelinüzletet. A nácikat nem érdekelte Eckener ideája a népek békés kapcsolatairól, azzal is tisztában voltak, hogy a kormányozható léghajók használhatatlanok lennének hadicélokra, ezért figyelmüket a levegőnél nehezebb repülőgépekre fordították.
Más részről azonban propaganda célokra akarták kihasználni a léghajók népszerűségét. Mivel Eckener visszautasította az együttműködést, Hermann Göring, a náci légügyi miniszter új repülőtársaságot alapított 1935-ben, a Deutsche Zeppelin-Reederei-t (DZR) amely átvette a léghajó útjai feletti irányítást. A zeppelinek ettől kezdve farkukon a náci horogkereszttel a nácik rendelkezésére álltak és különutakat hajtottak végre, melyek során indulókat és náci propagandabeszédeket harsogtak az égből.
1936. március 4-én az LZ 129 első repülését teljesítette. A léghajót Eckener sebtiben a német elnökről, Paul von Hindenburgról nevezte el, ezzel megelőzve azt, hogy Adolf Hitler legyen a névadója. Az új politikai helyzetben azonban Eckener nem kapta meg a szükséges héliumot a katonai embargó következtében, ugyanis csak az Egyesült Államok rendelkezett a ritka semleges gázzal elegendő mennyiségben. Ezért az a végzetes döntés született, hogy az LZ 129 Hindenburgot a korábban is használt, gyúlékony hidrogénnel töltötték fel. Az LZ 129 a propagandamissziója mellett bekapcsolódott a transzatlanti légijáratokba az LZ 127 Graf Zeppelinnel együtt. 1937. május 6-án, mialatt kikötött Lakehurstben egy óceánt átszelő út után, több ezer néző szeme láttára a léghajó farka tüzet kapott és néhány másodperc alatt a Hindenburg elhamvadt. Vele együtt meghalt a 97 utasból 35 a léghajó fedélzetén és a földi személyzet egy tagja is. A tűz tényleges okára egyértelműen soha nem derült fény, de az is ismeretlen, miért terjedt át a tűz olyan hihetetlen gyorsan a gép farkától a teljes léghajóra.
Bármi okozta is a szerencsétlenséget, a kormányozható léghajózás végét a politika és a közeledő háború pecsételte meg, nem a roncs maga. Mindennek ellenére mintegy 400 utas maradt a várakozó listán, akik már befizették a jegy árát és még mindig repülni akartak a zeppelinekkel. Ők 1940-ben visszakapták a jegyek árát.
A Graf Zeppelin ezután is repült többször, de utasszállító légiutat az Egyesült Államokba nem tett többé és egy hónappal a Hindenburg katasztrófája után kivonták a forgalomból és múzeumba vitték. Eckener még megkísérelte, hogy héliumhoz jusson a Hindenburg testvérhajója, a Graf Zeppelin II részére, de mivel a náci vezetés használhatta volna a léghajót, valamint amúgy sem lett volna elégséges mennyiségű hélium hozzáférhető az USA embargója miatt, fáradozása sikertelenül végződött. Az új zászlóshajó 1938-ban készült el, hidrogénnel töltötték, így néhány próbarepülést hajtott végre, (az elsőt szeptember 14-én) de utasokat már soha nem szállított. A következő léghajó, az LZ131, melyet nagyobbra terveztek még a Hindenburgnál és a Graf Zeppelinnél is, soha sem jutott túl azon, hogy néhány gyűrű alakú bordát legyártottak hozzá.
A Graf Zeppelin II karrierje ezzel még nem ért véget. A Luftwaffénak szánták, és a II. világháború kitörése előtt mintegy 30 próbarepülést végzett. A legtöbb próbarepülést a lengyel határ közelében hajtották végre, először a Szudétáknál, majd a Balti-tenger térségében. Az egyik alkalommal az LZ130 átlépte a lengyel határt a Hel-félsziget közelében, ahol egy a pucki haditengerészeti légibázisról felszállt lengyel Lublin R-XIII repülőgép megállította és a lengyel légtérből való távozásra kényszerítette.
Ezalatt az LZ 130-at rádiófelderítésre használták, különféle telemetrikus műszerekkel szerelték fel. 1939 májusától augusztusig Anglia partjai mentén hajtott végre repüléseket, hogy kiderítse, mire szolgálnak a Portsmouthtól Scapa Flowig felállított 100 m magas tornyok, melyeket repülőgépek helymeghatározására (radar) használtak. A vizsgálatok kiterjedtek fényképezésre, rádióhullámok megfigyelésére, mágneses analízisre, de nem volt alkalmuk a működő brit radarrendszer észlelésére, mert rossz frekvenciatartományban keresgéltek – túlságosan magas frekvenciákon keresték a jeleket, mivel a hasonló német készülékek ebben a tartományban működtek. A hibás végkövetkeztetés az volt, hogy a brit tornyok nem a radarral kapcsolatosak, hanem a haditengerészeti távközlés és mentés eszközei.
Szeptember 1-jén, Lengyelország német inváziójával kezdetét vette a második világháború. A Luftwaffe tulajdonában lévő LZ 127 és LZ 130 léghajót a frankfurti nagy zeppelin hangárba vitték, ahol az LZ 131 váza is volt. 1940 márciusában Göring elrendelte a megmaradt léghajók szétszerelését és az ezekből kinyert alumíniumot a náci hadiipar kapta meg. A többi anyag és alkatrész szétszóródott és jórészt nyom nélkül eltűnt a háború végére.

## Nem német építésű merevvázas léghajók

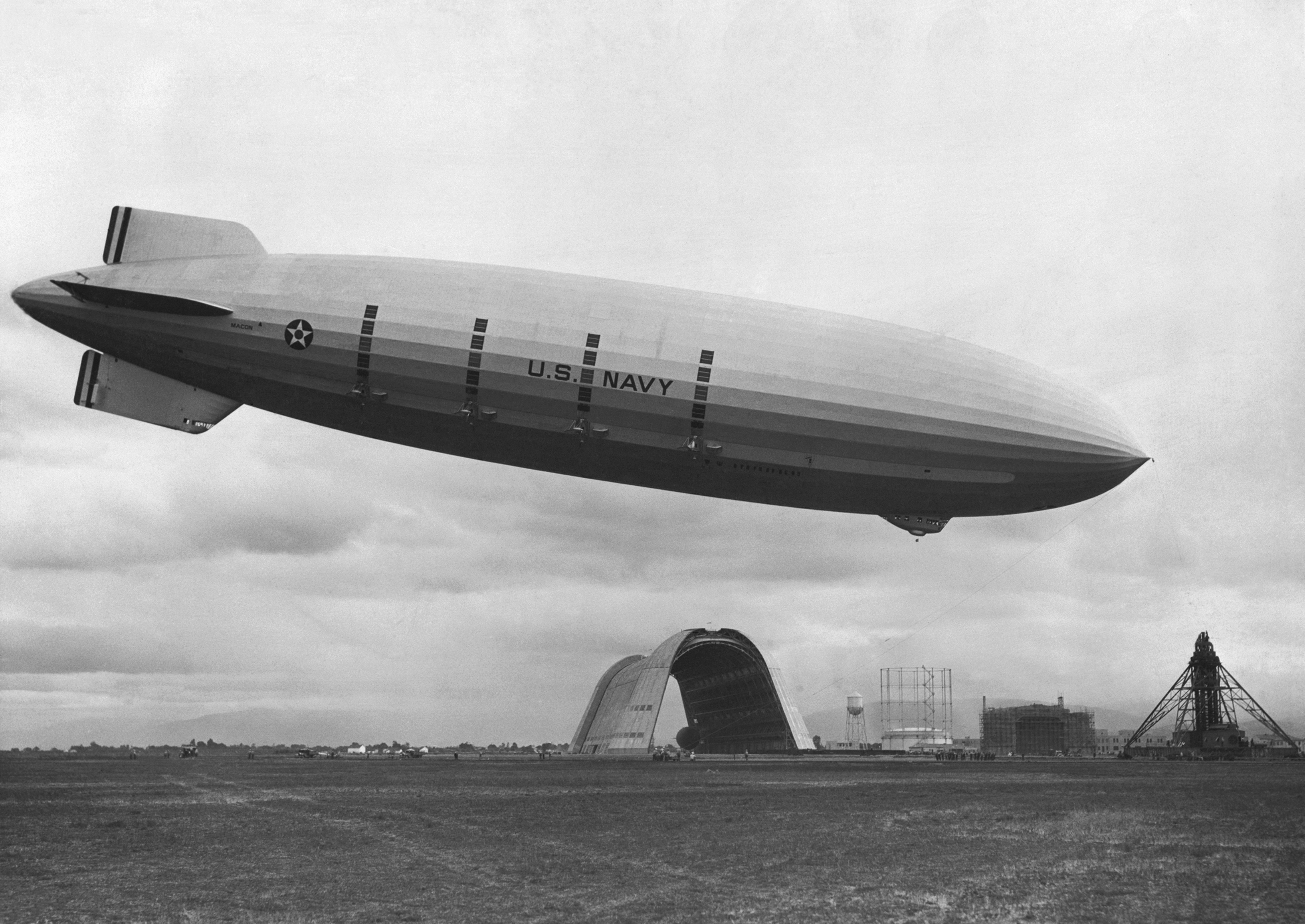
Az amerikai haditengerészet ZRS-5 "USS Macon" léghajója Moffett Field felett 1933-ban

Azokat a léghajókat, melyeket Zeppelin rendszere szerint építettek, gyakran zeppelineknek hívják akkor is, ha semmi kapcsolatban nincsenek a Zeppelin társasággal. Több ilyen léghajó épült az Egyesült Államokban és Nagy-Britanniában az 1920-1930-as években, ezek többnyire az összetört vagy zsákmányolt I. világháborús német Zeppelin léghajók másolatai.
A brit R33 és R34 például csaknem teljesen hű másolatai voltak a német L-33-nak, mely 1916. szeptember 24-én szenvedett balesetet Yorkshire-ben, de csaknem épen maradt. Annak ellenére, hogy csaknem három évvel később, 1919-ben szálltak fel először, ezek a testvér-léghajók váltak a legeredményesebb brit zeppelinekké. 1919. július 2-án az R34 hajtotta végre az első oda-vissza repülést az Atlanti-óceán felett. 1919. július 6-án szállt le a Long Island-i Mineolán 108 órai repülést követően. A visszautat csak július 8-án kezdte meg, mert nehézséggel járt a kikötés, ami 75 órát vett igénybe. Nagy-Britannia fontolóra kezdte venni egy léghajókból álló flotta felállítását a távoli gyarmatokkal való kapcsolat biztosítására, de a háború utáni rossz gazdasági helyzet azt eredményezte, hogy a legtöbb léghajót szétbontották, a gyakorlott legénységet szélnek eresztették egészen addig, amíg 1929-ben el nem kezdték építeni az R-100 és R-101 zeppelint.
Másik példa az Amerikában épült ZR-1 USS Shenandoah, amely 1923-ban repült először, míg az USS Los Angeles ZR-3 gyártás alatt állt. A léghajó keresztelője augusztus 20-án Lakehurstben volt, és az első léghajó volt, melyet héliummal töltöttek, ami olyan ritka gáz, hogy a Shenandoah feltöltéséhez majdnem felhasználták az egész világ akkori készletét. Amikor a Los Angeles elkészült, először azzal a héliummal töltötték fel, amit a ZR-1-ből szivattyúztak át.

## Napjaink fejlesztései
Nagy meglepetést okozott, hogy a zeppelinek még az 1930-as években is versenyképesek voltak a többi transzatlanti szállítással szemben. Előnyeik közé tartozott, hogy lényegesen több utast voltak képesek szállítani, mint a korabeli repülőgépek, és olyan utazási körülményeket tudtak nyújtani, mint a luxushajók. Kevésbé fontos előnyük volt az, hogy kisebb volt az energiafelhasználásuk, mint a levegőnél nehezebb repülőgépeké. Ugyanakkor az óriások üzemeltetése bonyolult volt, különösen a személyzetet illetően. Gyakran a fedélzeten tartózkodó személyzet tagjai többen voltak, mint az utasok, és a földön nagy csapatra volt szükség a landoláshoz és az induláshoz. Ezen kívül hatalmas hangárokat kellett építeni a légikikötőkben, hogy beférjenek a zeppelinek. (A Hindenburg magasabb volt, mint a New York-i Szabadság-szobor a talapzata nélkül, nem beszélve a 245 m-es hosszáról.)
Jelenleg, a nagy és gazdaságos merev szárnyú repülőgépek korában nem lehet tudni, hogy a hatalmas léghajókat nyereségesen lehetne-e üzemeltetni a rendszeres légiforgalomban, bár az energiaköltségek folyamatosan nőnek, ezért a figyelem ismét rájuk irányult. A legújabb időkben a viszonylag lassú, „fenséges” cirkálás alacsony magasságban és kényelmes atmoszférában rendelkezik valamennyi vonzerővel. Maradt néhány terület léghajók számára a II. világháború alatt és után is, mint például a hosszú megfigyelések, tengeralattjárók elleni őrjáratok, TV felvételek készítése, és reklám, amelyek számításba jöhetnek, noha ezek ugyanígy illeszkednek az olcsóbb, nem merev vázas léggömbökhöz.
Időről időre felmerül az az ötlet, hogy zeppelineket teherszállításra, különösen igen nagy terhek szegényes infrastruktúrájú területekre juttatására lehetne használni. Az egyik ilyen vállalkozás a Cargolifter terv volt, melyben még a Hindenburgnál is nagyobb hibrid (nem teljesen zeppelin-típusú) léghajókat képzeltek el. 2000 körül az elképzelés valósággá is vált, amikor a CargoLifter AG megépítette a világ legnagyobb bevásárlócsarnokát 60 km-re Berlintől délre. A csarnok hossza 260 m, szélessége 210 m, magassága 107 m volt. 2002 májusában a merész terv kifutott a pénzéből és a vállalkozás csődbe ment.

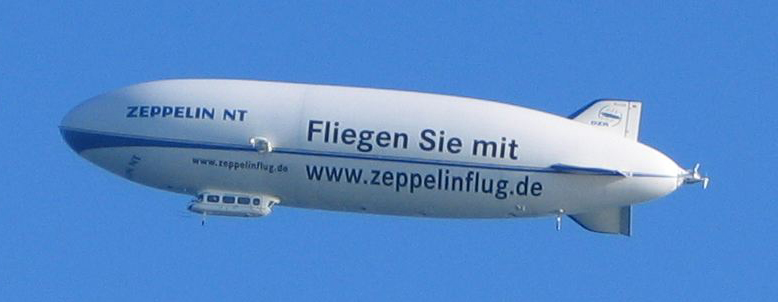
A Zeppelin NT léghajó

Az 1990-es években az eredeti friedrichshafeni Zeppelin társaság utóda, a Zeppelin Luftschifftechnik GmbH újra nekilátott a léghajóépítésnek. Az első kísérleti léghajó (mely később a Friedrichshafen nevet kapta) 1997 szeptemberében repült először. Bár nagyobb, mint a közönséges hagyományos léghajók, a Neue Technologie (új technika) zeppelinek sokkal kisebbek, mint a óriás elődeik és nem teljesen Zeppelin-rendszerűek a hagyományos értelemben, mivel csak fél-merev felépítésűek. A nagyobb hasznos terhelésen kívül fő előnyük a hagyományos léghajókkal szemben nagyobb sebességük és kiváló kormányozhatóságuk. Időközben a Zeppelin NT léghajót már sorozatban gyártják és gazdaságosan használják kéjutazásokra, kutatórepülésekre és hasonlókra.
2004 júniusában első ízben adtak el egy Zeppelin NT-t egy japán vállalatnak, a Nippon Airship Corporationnek turistautak és főleg Tokió közelében reklámcélokra. Az aicsi 2005-ös kiállításon fontos szerepet játszott. A léghajó megkezdte útját Friedrichshafenből Japánba Genf, Párizs, Rotterdam, München, Berlin, Stockholm és más európai városok érintésével. Az orosz hatóságok azonban nem engedélyezték az ország területe feletti átrepülést, ezért inkább szétszerelték a léghajót és hajón Japánba szállították, minthogy meg kelljen ismételni a Graf Zeppelin történelmi útját Németországból Japánba.
2005 októberében az amerikai Steve Fossett és a német Paul Stroehle állított fel egy léghajós gyorsasági rekordot Zeppelin NT-vel Friedrichshafenben.
Az új hivatalos rekord 111,8 km/h (69,5 mph vagy 60,4 csomó). Ennél lényegesen gyorsabban is (140 km/h) haladt már léghajó, a USS Macon de ezt akkor nem hitelesítették.
2005 novemberében a gyémántbányászatáról híres De Beers társaság kutatóprogramot kezdett a Kalahári-sivatag felett léghajóval. Egy korszerű műszerekkel felszerelt zeppelin potenciális gyémántlelőhelyet keresett úgy, hogy a terület pásztázásával kis sűrűségű szikla-előfordulások (úgynevezett kimberlitkürtők) után kutatott. Sajtójelentések szerint 2007. szeptember 21-én a léghajó Botswanában megrongálódott egy forgószélben. A léghajó kikötött állapotban volt, és senki sem tartózkodott a fedélzeten, így személyi sérülés nem történt.
2008 novemberétől az amerikai Airship Ventures társaság működteti a legújabb Zeppelin NT07 léghajót, ami az N704LZ regisztrációs számot és az "Eureka" nevet kapta. Kalifornia-szerte igénybe vehető, de a főbb úti célok San Francisco, San Diego, Los Angeles, Monterey, Szilícium-völgy.
A társaság pilótaképzési programot is indított, amelynek keretében pilótaengedéllyel rendelkezők szerezhetnek képesítést kifejezetten az NT07 típusra, illetve az engedéllyel nem rendelkezők másodpilótaként kaphatnak helyet a pilótafülkében.

## Kulturális hatások
A zeppelinek története különösen érdekes a bélyeggyűjtők számára. Több ország kiadott zeppelines bélyegeket, melyeket a zeppelin által szállított postára szántak. A legritkábbak a Hindenburg szerencsétlenül végződött légiútján szállított leveleken voltak. Angliában Suffolkban terveznek léghajómúzeumot nyitni.
A zeppelinek ihletet adtak zenének, filmeknek és az irodalomnak is. Magyar kuplé (one-step) 1915-ből Márkus Alfréd–Harsányi Zsolt: Zeppelinen járok (Újváry Károly előadásában). 1934-ben a calypso énekes, „Attila, a hun” adott ki egy lemezt "Graf Zeppelin", címmel, ezzel emlékezett meg a léghajó trinidadi látogatásáról a Rio de Janeiró-i világvásárra vezető útja során. Több alkalommal is szerepeltek zeppelinek a mozivásznon, így a Zeppelin (angol, 1971) film, mely egy német zeppelin-misszióról szólt az I. világháború alatt, a Darling Lili (amerikai, 1970, az LZ129 utolsó útjáról), A Hindenburg (amerikai, 1975, katasztrófafilm a szerencsétlen sorsú LZ129-ről), és néhány film, melyben csak mellékszereplő volt a léghajó: The Assassination Bureau (angol, 1968), James Bond – A View to a Kill (angol-amerikai, 1985), Indiana Jones és az utolsó kereszteslovag (amerikai, 1989), The Rocketeer (amerikai, 1991), Sky kapitány és a holnap világa (amerikai, 2004), A Very Long Engagement (francia, 2004) és Flyboys (amerikai, 2007) A zeppelinek inspirálták a Final Fantasy, és Crimson Skies videójáték sorozatok egyes vizuális elemeit és képi világát is.
Az 1968-ban alakult Led Zeppelin angol rockegyüttes neve is innen származik.

## Külső hivatkozások
- 168 óra: Égi szivarok – adalékok a léghajók történetéhez.
- Zeppelin Luftschifftechnik GmbH – Az eredeti cég honlapja, amely jelenleg a Zeppelin NT-t fejleszti. (angol)
- zeppelintours.com – Utazások Zeppelin léghajóval (angol)
- Zeppelin Exhibition – A dán Posta- és távközlési múzeum virtuális kiállítása.
- A zeppelinek története
- Dízel motorok zeppelineken

## Szakirodalom
- Guillaume de Syon. Zeppelin!: Germany and the Airship, 1900–1939. Johns Hopkins University Press (2001. augusztus 2.). ISBN 0-8018-6734-7
- Rich Archbold and Ken Marshall, Hindenburg, an Illustrated History, 1994 ISBN 0-446-51784-4
- William F. Althoff, USS Los Angeles: The Navy's Venerable Airship and Aviation Technology , 2003, ISBN 1-57488-620-7
- Peter Brooks, Zeppelin: Rigid Airships 1893-1940 , 2004, ISBN 0-85177-845-3
- Manfred Griehl and Joachim Dressel, Zeppelin! The German Airship Story, 1990 ISBN 1-85409-045-3
- Ces Mowthorpe, Battlebags: British Airships of the First World War, 1995 ISBN 0-905778-13-8